# Orthophytum estevesii
Orthophytum estevesii é uma espécie de planta do gênero Orthophytum e da família Bromeliaceae. 

## Taxonomia
A espécie foi descrita em 2004 por Elton Martinez Carvalho Leme. 
O seguinte sinônimo já foi catalogado:  
- Orthophytum fosterianum estevesii  Rauh

## Forma de vida
É uma espécie rupícola e herbácea. 

## Descrição
| Caule                         | Caule             |
| ----------------------------- | ----------------- |
| caule                         | curto caulescente |
| Folha                         |                   |
| folha                         | formando roseta   |
| lâmina foliar                 | coriácea          |
| lâmina foliar - face abaxial  | glabra            |
| Inflorescência                |                   |
| inflorescência                | pedunculada       |
| pedúnculo                     | curto             |
| indumento dos pedúnculos      | lanoso lepidoto   |
| inflorescência                | simples           |
| inflorescência                | em espiga         |
| Flor                          |                   |
| bráctea floral - face abaxial | glabra            |
| bráctea floral - face adaxial | glabra            |
| bráctea floral                | verde             |
| sépala                        | verde             |
| pétala                        | branca            |

## Conservação
A espécie faz parte da Lista Vermelha das espécies ameaçadas do estado do Espírito Santo, no sudeste do Brasil. A lista foi publicada em 13 de junho de 2005 por intermédio do decreto estadual nº 1.499-R. 

## Distribuição
A espécie é encontrada nos estados brasileiros de Espírito Santo e Minas Gerais. 
A espécie é encontrada no domínio fitogeográfico de Mata Atlântica, em regiões com vegetação de vegetação sobre afloramentos rochosos.